# Amblyrhiza
Amblyrhiza is een geslacht van uitgestorven knaagdieren uit de onderfamilie Heptaxodontinae die voorkwam op Anguilla en Sint Maarten in de noordelijke Kleine Antillen. De typesoort is Amblyrhiza inundata, de enige van het geslacht Amblyrhiza, die waarschijnlijk het nauwst verwant is aan de Portoricaanse Elasmodontomys. Dit gigantische knaagdier had en is een van de grootste knaagdieren aller tijden. Naar schatting wogen de dieren vijftig tot tweehonderd kilogram. Het dier is bekend van fossielen uit het Kwartair. Door zijn enorme grootte kan de populatie van dit dier nooit zeer groot zijn geweest: naar schatting zouden Anguilla, Sint-Maarten en de kleinere eilanden in de omgeving met hun huidige grootte nauwelijks een paar duizend Amblyrhiza hebben kunnen herbergen. Toen het zeeniveau lager was, in de laatste ijstijd (116 tot 11,7 duizend jaar geleden), bestond de populatie misschien echter uit wel 15.000 dieren. A. inundata is nooit samen met sporen van menselijke activiteit gevonden, zodat het onwaarschijnlijk is dat haar uitsterven is veroorzaakt door de mens. De soort was waarschijnlijk zeer kwetsbaar door de kleine populatie.